# Hoffmann (automerk)
De Hoffmann 2CV Cabrio is een kit op basis van de Citroën 2CV.

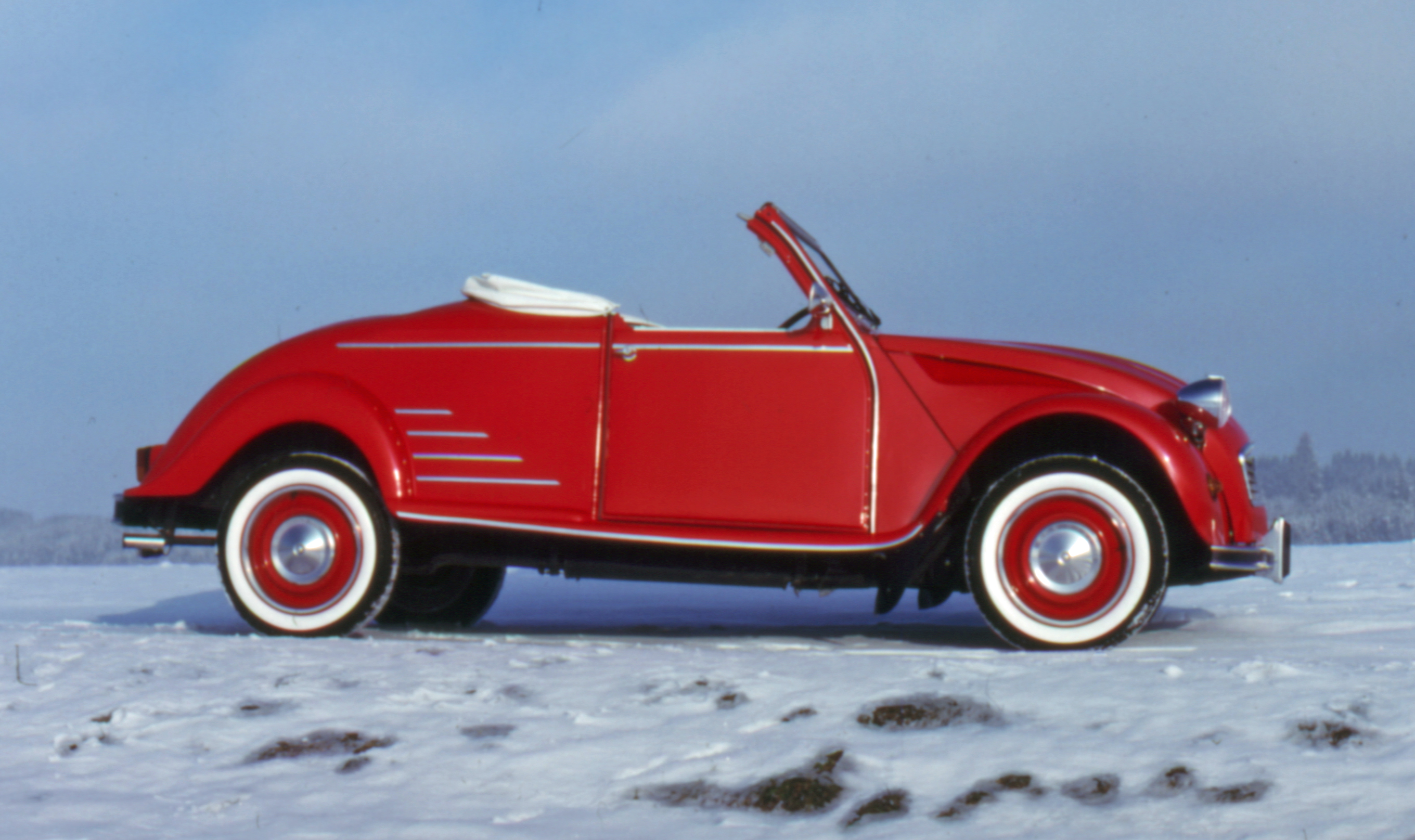
Hoffmann 2CV conversie

Wolfgang Hoffmann ontwikkelde het ontwerp en het eerste prototype in 1988.
De meeste Hoffmann 2CV Cabrio's werden verkocht als bouwpakket. Ook verlieten ongeveer 250 afgebouwde voertuigen de Hoffmann werkplaats in Hohenfurch. Het bouwpakket bestaat uit een met glasvezel versterkte kuip van kunststof met een stalen frame, twee zijramen, een zachte kap, kofferdeksel en alle noodzakelijke schroeven, moeren, scharnieren enz.
Tot nu toe werden ongeveer 1700 Hoffmann cabrio's in Europa ingeschreven, hoofdzakelijk in Duitsland en Frankrijk. Daarnaast zijn enkele voertuigen geëxporteerd naar Japan en de Verenigde Staten.